# Grönmassa
Grönmassa är en benämning, främst använt inom agronomvärlden, för skördade vallodlade gröna växter. Vanligtvis menar man olika former av gräs och örter.
Dess främsta användningsområde är för att tillverka hö, ensilage och kraftfoder till betesdjur.